# Cantonul Champagne-en-Valromey
Cantonul Champagne-en-Valromey este un canton din arondismentul Belley, departamentul Ain, regiunea Rhône-Alpes, Franța.

## Comune
| Comune                | Populație (1999) | Cod poștal | Cod INSEE |
| --------------------- | ---------------- | ---------- | --------- |
| Artemare              | 1175             | 01510      | 01022     |
| Belmont-Luthézieu     | 526              | 01260      | 01036     |
| Béon                  | 429              | 01350      | 01039     |
| Brénaz                | 92               | 01260      | 01059     |
| Champagne-en-Valromey | 788              | 01260      | 01079     |
| Chavornay             | 212              | 01510      | 01097     |
| Lochieu               | 96               | 01260      | 01218     |
| Lompnieu              | 122              | 01260      | 01221     |
| Ruffieu               | 198              | 01260      | 01330     |
| Songieu               | 129              | 01260      | 01409     |
| Sutrieu               | 232              | 01260      | 01414     |
| Talissieu             | 432              | 01510      | 01415     |
| Vieu                  | 378              | 01260      | 01442     |
| Virieu-le-Petit       | 306              | 01260      | 01453     |